# Maximilian von Auersperg

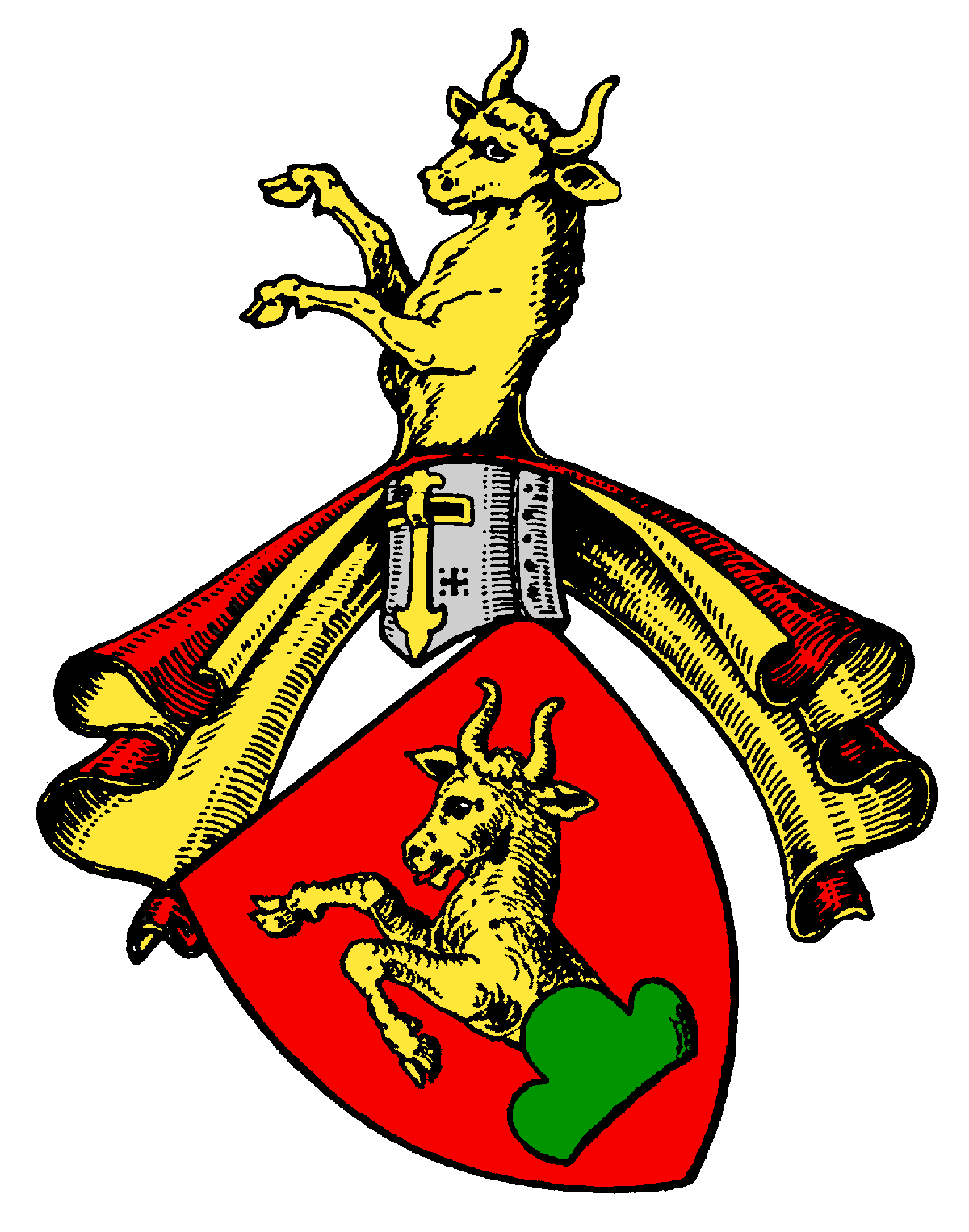
Stammwappen der Auersperg

Graf Maximilian Anton Karl von Auersperg (* 21. Januar 1771 im Schloss Wolfpassing in Wolfpassing in Niederösterreich; † 30. Mai 1850 in Wien) war ein österreichischer General der Kavallerie.

## Leben
Maximilian von Auersperg entstammte der Volkardischen Linie des Adelsgeschlechts von Auersperg und war der Sohn von Graf Franz Josef von Auersperg (1741–1822) und dessen Ehefrau Maria Anna Walburga (1742–1818), die Tochter des Grafen Volkhart von Auersperg; er hatte noch elf Geschwister.
Sein Schwager war der französische General Charles Claude Jacquinot.
Er blieb zeit seines Lebens unverheiratet.
Im September 1787 trat er als Kadett in das Chevaulegers-Regiment Kaiser Nr. 1 ein und wurde noch im darauffolgenden Jahr zum Unterleutnant befördert. Er war 1789 an der Belagerung von Belgrad während des Russisch-Österreichischen Türkenkriegs beteiligt und kam im April 1790 als Oberleutnant in ein Ulanen-Regiment (siehe K.u.k. Ulanenregiment „Ritter von Brudermann“ Nr. 1), dessen Inhaber Generalmajor Johann von Meszaros (1737–1801) wurde. Mit diesem Regiment nahm er von 1792 bis 1796 an den Kriegszügen während der französischen Revolutionskriegen in Italien teil.
Im Oktober 1796 wurde er zum Second-Rittmeister beim Chevaulegers-Regiment Kaiser Nr. 1 befördert und wurde bei den Feldzügen in Italien von 1797, 1799 und 1800 mehrfach ausgezeichnet; namentlich wurde er wegen seiner Teilnahme am Gefecht bei Romano am 26. Mai 1800 vom Feldmarschallleutnant Karl Joseph von Hadik-Futak unter den Ausgezeichneten genannt.
Im Feldzug 1805 gegen Frankreich war er mit dem Regiment Kaiser Chevauxlegers, das der Division des Feldmarschalls Andreas O’Reilly (1742–1832) zugeteilt war, erneut in Italien.
Anfang 1806 wurde er zum Wirklichen Kämmerer ernannt und im Juli 1806 zum Major und zum Flügeladjutanten bei Erzherzog Karl von Österreich-Teschen ernannt. 1809 erfolgte seine Beförderung zum Oberstleutnant und Generaladjutanten; in der Schlacht bei Wagram wird er erneut unter den Ausgezeichneten genannt.
Im Juli 1810 wurde er zum Oberst und Kommandanten des Kürassier-Regiments Nr. 5 (siehe K.u.k. Dragonerregiment „Nikolaus I. Kaiser von Rußland“ Nr. 5), dessen Inhaber Hannibal Marquis Sommariva war, ernannt.
In den Befreiungskriegen von 1813 bis 1814 wurde er erneut ausgezeichnet, unter anderem war er der Division des Feldmarschallleutnants Johann Nepomuk von Nostitz-Rieneck zugeteilt und nahm mit diesem an der Völkerschlacht bei Leipzig teil. Bereits am ersten Tag der Schlacht, am 16. Oktober 1813 konnte er mit seinem Regiment eine feindliche Kavalleriekolonne, die von Markkleeberg vorrückte, bis in die Mitte der feindlichen Linien zurücktreiben und so entscheidend auf den Verlauf der Schlacht einwirken.
Noch während der Völkerschlacht wurde Maximilian von Auersperg zum Generalmajor befördert und übernahm das Kommando einer Kürassierbrigade, die er bis zum Abschluss des Ersten Pariser Friedens führte.
In dem darauffolgenden Feldzug von 1815 befehligte er eine Brigade in der Division von Feldmarschallleutnant Moritz von Liechtenstein und übernahm nach dem Zweiten Pariser Frieden eine Kavalleriebrigade in Galizien.
1829 wurde er zum Feldmarschallleutnant und Kommandeur einer Division in Böhmen sowie zum Inhaber des Kürassier-Regiment Nr. 5 ernannt.
1834 ging die Herrschaft Wang/Reinsperg an Maximilian von Auersperg, der sie noch im selben Jahr mit einigen anderen Herrschaften an die Habsburger verkaufte.
Er erhielt 1834 in Prag, namentlich bei der Krönung von Ferdinand I. in Pressburg, die Stelle eines Interims-Kommandierenden und kam danach als Militärkommandant nach Oberösterreich und wurde darauf 1836 kommandierender General im Banat, bis er 1842 die Leitung des Generalkommandos der vereinigten Banat-Warasdiner-Karlstädter Grenze (siehe Militärgrenze) übernahm.
1843 wurde er zum General der Kavallerie ernannt und 1848 Kommandant der Wiener Garnison, die sich, während des Wiener Oktoberaufstands am 6. Oktober 1848 im Schwarzenberg- und im Belvederegarten sammelte und am 17. Oktober die Hauptstadt verließ, um sich mit den gegen Wien anrückenden Truppen des Banus Jellacic zu vereinigen. Er hatte in Inzersdorf das Kommando des kaiserlichen II. Korps, das am 30. Oktober 1848 an der Schlacht bei Schwechat teilnahm.
Seit seiner Versetzung in den Ruhestand 1848 lebte er in Wien in der Jägerzeile 58, seit 1862 Praterstr. 40, und wurde am 1. Juni 1850 in der Pfarrkirche zum Heiligen Johannes (siehe Johann-Nepomuk-Kirche (Leopoldstadt)), unter Führung von General Eduard Clam-Gallas, feierlich eingesegnet und auf dem Sankt Marxer Friedhof beerdigt.

## Ehrungen und Auszeichnungen
Aufgrund seines Einsatzes während der Völkerschlacht bei Leipzig wurde Maximilian von Auersperg 1813 mit dem Ritterkreuz des Maria-Theresien-Ordens ausgezeichnet und noch auf dem Schlachtfeld zum Generalmajor befördert.
1836 wurde er zum Geheimen Rat ernannt.
Er erhielt 1845 das Großkreuz des Königlich Sächsischen Zivil-Verdienst-Ordens (siehe Zivilverdienstorden (Sachsen)).
Am 8. April 1848 wurde ihm das Großkreuz des kaiserlich-österreichischen Leopold-Ordens verliehen.
Kaiser Franz Joseph I. ernannte am 21. August 1849 den Kaiser von Russland zum Inhaber des Kürassier-Regiment Nr. 5 und Maximilian von Auersperg wurde zum zweiten Inhaber bestimmt.